# قاعدة نورثولت الجوية
قاعدة نورثولت الجوية (IATA:NHT, ICAO:EGWU) هي قاعدة تابعة للقوات الجوية الملكية في جنوب روسليب، على بعد ميلين بحريين (3.7 كيلومتر؛ 2.3 ميل) من أوكسبريدج في هيلينغدون، غرب لندن الكبرى، إنجلترا، على بعد 6 أميال تقريبا (10 كيلومترات) شمال مطار هيثرو. وتنظم هذه القاعدة العديد من الرحلات المدنية الخاصة إضافة إلى رحلات القوات الجوية. ويوجد في نورثولت مدرج واحد قيد التشغيل، يمتد 1 687 مترا × 46 مترا (5 535 قدما × 151 قدما)، مع سطح أسفلتي محفور.

## نبذة
سبق نورثولت إنشاء سلاح الجو الملكي بحوالي ثلاث سنوات، بعد أن افتتح في مايو 1915، مما يجعله أقدم قاعدة لسلاح الجو الملكي البريطاني. تم إنشاؤه في الأصل لفيلق الطيران الملكي، ولديه أطول تاريخ في الاستخدام المستمر لأي مطار تابع لسلاح الجو الملكي البريطاني. قبل اندلاع الحرب العالمية الثانية، كانت المحطة هي أول من تسلم إعصار هوكر. لعبت المحطة دورًا رئيسيًا خلال معركة بريطانيا، عندما اشتبك مقاتلون من العديد من وحداتها، بما في ذلك سرب المقاتلات البولندي رقم 303، بطائرات معادية كجزء من دفاع لندن. أصبحت أول قاعدة لديها أسراب تشغل طائرات سوبرمارين سبتفاير داخل المجال الجوي الألماني.
ويعود تاريخ إنشاء القوات الجوية الملكية إلى ما قبل ثلاث سنوات تقريبا، بعد افتتاحها في أيار/مايو 1915، مما يجعلها أقدم قاعدة للقوات الجوية الملكية الملكية الملكية. وقد أنشئ هذا المطار أصلا للفيلق الملكي للطيران، وله أطول تاريخ من حيث الاستخدام المستمر لأي من مطارات سلاح الجو الملكي البريطاني. وقبل اندلاع الحرب العالمية الثانية، كانت المحطة أول محطة تسلم منها اعصار هوكر. وقد لعبت المحطة دورا رئيسيا خلال معركة بريطانيا عندما اشتبك مقاتلون من عدة وحدات تابعة لها، بما في ذلك السرب البولندي المقاتل رقم 303، مع طائرات معادية كجزء من الدفاع عن لندن. وأصبحت هذه القاعدة القاعدة الأولى التي تستخدم فيها أسراب طائرات «سبيتفاير» التابعة لطائرات «سوبرمارين» في المجال الجوي الألماني.

## روابط خارجية
- الموقع الرسمي
- UK Military Aeronautical Information Publication – Northolt (EGWU)